# Juan Rodríguez Cabrillo
Juan Rodríguez Cabrillo o Juan de Palma (1497- 3 de enero de 1543) fue un marino y explorador español conocido por haber realizado una de las primeras expediciones europeas de la costa oeste de América del Norte al servicio de la Corona Española, navegando cerca de la costa del actual estado de California y participando en la fundación de la ciudad de Oaxaca, en México.

## Biografía
El lugar de nacimiento de Juan Rodríguez Cabrillo ha sido objeto de controversia, la cual se desarrolla en la página sobre la polémica sobre el lugar de nacimiento de Juan Rodríguez Cabrillo. No obstante, hoy en día los historiadores lo sitúan, con casi total certeza, en la ciudad cordobesa de Palma del Río.
La confusión viene de que el cronista español Antonio de Herrera y Tordesillas, que nació cuando Cabrillo ya había fallecido, dijo de él que era "portugués", en su Historia General de los hechos de los Castellanos en las Islas y tierra firme del Mar Oceano. Por esta razón, muchas biografías (sobre todo portuguesas) le han asignado un origen portugués. Sin embargo, muchos historiadores han aportado documentos de archivo en los que Cabrillo constaba como castellano; en particular la canadiense Wendy Kramer, que en 2015 desveló documentos que probaban su nacimiento en Palma del Río.
Se sabe poco acerca de los primeros años de Cabrillo; apenas que formó parte de la expedición de Pánfilo de Narváez, la cual fue enviada a México por Diego de Velázquez, gobernador de Cuba, con el fin de someter a Cortés. En 1520 aparece el nombre de "Cabrillo" como soldado del ejército de Hernán Cortés con el grado de oficial de ballestas. Armador de los trece bergantines, acompañó a Cortés en la conquista de la gran Tenochtitlan y posteriormente participó con Pedro de Alvarado en la del sureste de México, así como en la conquista de Guatemala, El Salvador y Honduras, en Centroamérica.
En 1530, después de la conquista de Centroamérica, Cabrillo se estableció en la población de Santiago de Guatemala, y en 1532 viajó a España para contraer matrimonio con Beatriz Sánchez de Ortega. Después de las nupcias, Cabrillo regresó con su esposa a Santiago de Guatemala, en donde tomó residencia y se dedicó al comercio, en tanto su esposa le dio dos hijos.
En la madrugada del 11 de septiembre de 1541, un alud de piedras y lodo bajó del Volcán de Agua (que no un terremoto) y destruyó la ciudad. Se dice que Cabrillo notificó el incidente a la Corona española y esa información se considera el primer reportaje que se haya enviado de un acontecimiento ocurrido en el Nuevo Mundo a Europa.[cita requerida]
Desde un puerto guatemalteco de la costa del océano Pacífico, Cabrillo se dedicó durante un tiempo a importar y exportar mercaderías entre España, Guatemala y otras partes del Imperio español.

### El descubrimiento de California

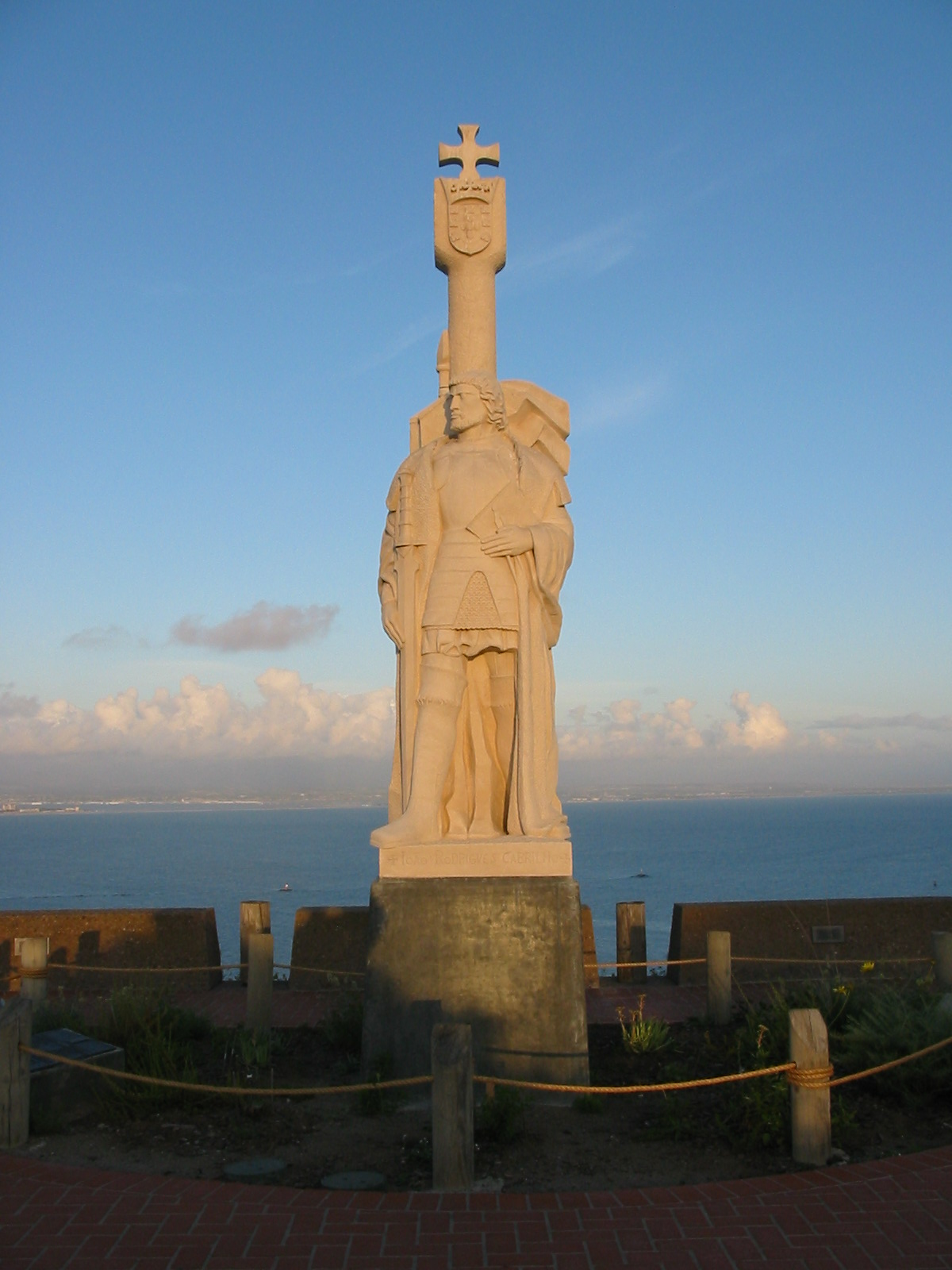
Monumento Nacional Cabrillo, en punta Loma, cerca de San Diego (EE. UU.)

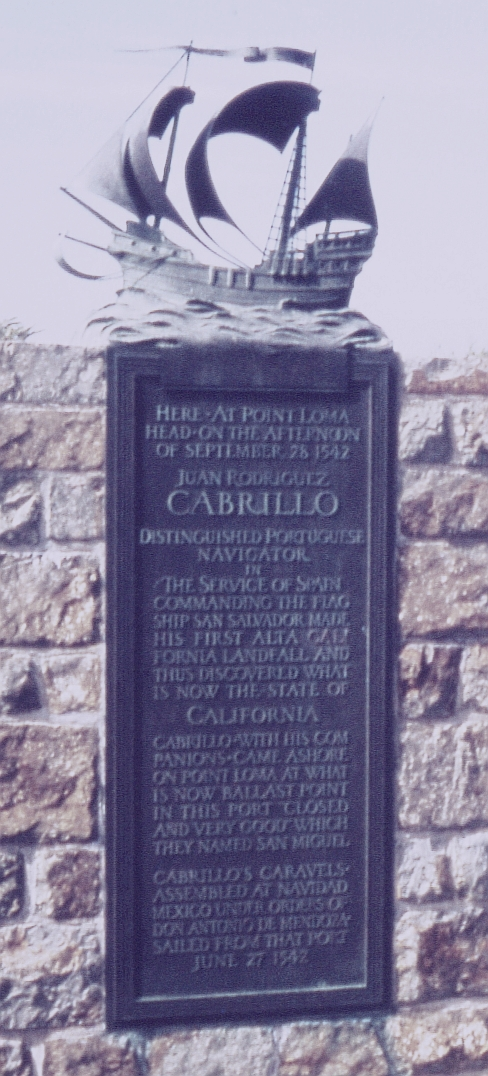
Placa en el monumento a Cabrillo.

En 1541, Pedro de Alvarado había organizado una expedición con doce embarcaciones para explorar el litoral norte del océano Pacífico, pero en su trayectoria se detuvo en las costas de Nueva Galicia para tratar de contener la rebelión encabezada por Francisco Tenamaztle que desencadenó la Guerra del Mixtón. Alvarado murió accidentalmente en julio de 1541 al ser aplastado por un caballo. Al año siguiente, el virrey Antonio de Mendoza y Pacheco comisionó a Rodríguez Cabrillo para que continuara los planes de la expedición frustrada, pero solamente fue posible utilizar dos de las embarcaciones que había reunido Alvarado.
La península de Baja California y el golfo de California o mar de Cortés habían sido recientemente descubiertos por los exploradores Francisco de Ulloa, Fernando de Alarcón y el piloto Domingo del Castillo. Con esos viajes se había demostrado que la península de Baja California no era una isla, sino que estaba unida a tierra firme y rodeada de agua por un golfo (golfo de California) y la mar del Sur (océano Pacífico).
Cabrillo esperaba encontrar la mítica y rica ciudad de Cíbola que se creía existía en algún lugar al norte de la costa del Pacífico, además de buscar el inexistente paso o estrecho de Anián que se decía unía al norte los océanos Pacífico y Atlántico.

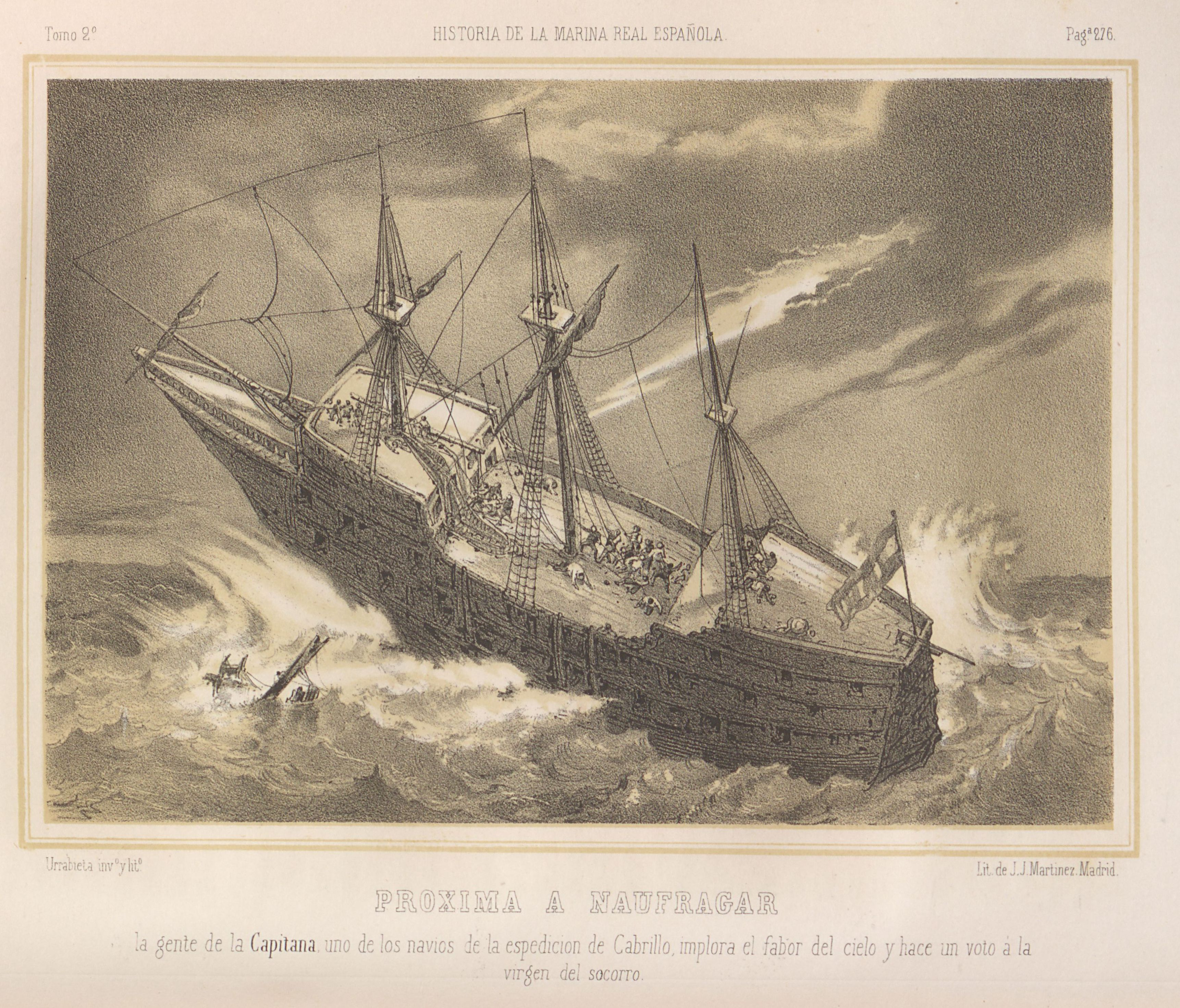
Próximo a naufragar, uno de los navíos de la expedición de Cabrillo. Litografía de Vicente Urrabieta en Historia de la Marina Real Española (1849-1854).

El 24 de junio de 1542 partió con tres buques del puerto de Barra de Navidad. Acompañaban a Cabrillo marineros, soldados, indios, esclavos africanos, un sacerdote, alimentos para dos años, animales en pie y mercancías. Cabrillo comandaba la pequeña flota desde el navío San Salvador, buque insignia que él mismo había construido.
Después de zarpar recorrió la costa de Colima y enfiló hacia la península de Baja California, la cual tuvo a la vista el 3 de julio. Arribó a San José del Cabo y allí se proveyó de agua. El 13 del mismo mes descubrió la bahía de Magdalena a la que nombró como tal. El 5 de agosto arribaron a la isla de Cedros (último sitio en el cual se vio con vida al navegante Francisco de Ulloa en abril de 1540) y permanecieron en ella hasta el día 10 del mismo mes. Prosiguieron su viaje costeando la península de Baja California y levantando mapas. El 17 de septiembre llegan al actual puerto de Ensenada, al que bautizaron San Mateo.
El 28 de septiembre de 1542, Cabrillo encontró un "puerto muy bueno y seguro": acaba de descubrir la Bahía de San Diego, a la que nombró San Miguel en honor al santo del día. Seis días después continuaron su viaje de exploración en aguas desconocidas para los europeos. El 6 de octubre estaban en San Pedro (Puerto de Los Ángeles) y el 9 en Santa Mónica; ambas poblaciones forman hoy día parte de la Ciudad metropolitana de Los Ángeles.
El 7 de octubre de 1542 descubrieron el archipiélago del Norte, hoy conocido como islas Santa Bárbara.
El 10 de octubre llegó la expedición a San Buenaventura, el día 13 a Santa Bárbara y a punta Concepción el día 17. A causa de los fuertes vientos contrarios, las naves tuvieron que regresar y resguardarse en la isla San Miguel frente a San Buenaventura. No pudieron avanzar al norte durante varios días. El 11 de noviembre llegaron a Santa María y el mismo día alcanzaron el cabo de San Martín que se localiza en el condado de Monterey.
Las naves se separaron debido a los fuertes vientos y tormentas y después de varios días de búsqueda se reunieron el 15 de noviembre y navegaron sin rumbo, descubriendo la bahía de los Pinos, conocida actualmente como bahía de Monterey (Monterey Bay).
El 18 de noviembre navegaron hacia el sur, buscando el resguardo de la bahía de la isla San Miguel, adonde arribaron el día 23. Los siguientes tres meses los pasaron ahí esperando que amainasen las tormentas de invierno.
Juan Rodríguez Cabrillo murió el 3 de enero de 1543 en la isla de San Miguel como consecuencia de una fractura de brazo causada al caer en una escaramuza con los nativos. Se cree que sus restos fueron sepultados en la isla Santa Catalina, frente a la ciudad de Los Ángeles, pero no se conoce el sitio exacto de su tumba.
El 18 de febrero de 1543, la flota enfiló nuevamente hacia el norte bajo el mando de Bartolomé Ferrer. Con vientos favorables alcanzaron el 1 de marzo el cabo Mendocino, llamado así en honor del primer virrey de la Nueva España, Antonio de Mendoza y Pacheco, patrocinador de la expedición. El cabo Mendocino se encuentra cerca del límite norte del actual estado California, así que es probable que la expedición traspasara dicho límite y llegara hasta lo que hoy es el estado de Oregón.

### El viaje de regreso
El mal clima impidió al navegante Bartolomé Ferrer seguir el viaje más al norte, por lo que regresaron a la isla de San Miguel, donde llegaron el 5 de marzo. De allí la expedición partió de regreso hacia el puerto de Navidad, arribando el 14 de abril de 1543.

## Su legado
Juan Rodríguez Cabrillo es recordado en Las Californias a través de los nombres con que bautizó islas, bahías y accidentes geográficos. Cientos o miles de avenidas, hoteles, restaurantes y escuelas llevan su apellido.
En San Diego (California) le fue dedicado un monumento nacional, conocida como el Cabrillo National Monument o Monumento Nacional a Cabrillo.
La comunidad portuguesa de San Diego erigió a Cabrillo en su símbolo en el siglo XX, amparándose en su supuesto origen portugués, a través del Monumento nacional Cabrillo. En 1934, el coronel John R. White cambió la nacionalidad de Cabrillo a portuguesa en los documentos oficiales del servicio de Parques Nacionales porque, según la historiadora Iris Engstrand, la comunidad portuguesa de San Diego era muy numerosa mientras que la española era insignificante.
En 2003 el buque-escuela Juan Sebastián de Elcano le entregó al Monumento Nacional a Cabrillo una placa de homenaje al descubridor en la que se indicaba su origen español. La placa fue instalada al lado de otras dos que afirmaban que Cabrillo era portugués. En 2022, la Casa de España en San Diego entregó una segunda placa que precisaba que Cabrillo había nacido en Palma del Río. Poco tiempo después, las autoridades del Monumento devolvieron dicha placa por presiones de la comunidad portuguesa. El Ministerio de Asuntos Exteriores español elevó por ello una queja al Departamento del Interior estadounidense.